# Pișceanka, Novomoskovsk
Pișceanka (în ucraineană Піщанка) este localitatea de reședință a comunei Pișceanka din raionul Novomoskovsk, regiunea Dnipropetrovsk, Ucraina.

## Demografie
Componența lingvistică a localității Pișceanka
     Ucraineană (91,75%)
     Rusă (7,88%)
     Alte limbi (0,07%)
Conform recensământului din 2001, majoritatea populației localității Pișceanka era vorbitoare de ucraineană (91,75%), existând în minoritate și vorbitori de rusă (7,88%).